# Dioclea macrantha
Dioclea macrantha är en ärtväxtart som beskrevs av Huber. Dioclea macrantha ingår i släktet Dioclea och familjen ärtväxter. Inga underarter finns listade i Catalogue of Life.